# Zamioculcas zamiifolia
Zamioculcas zamiifolia hoặc Cây Kim Tiền là một loài thực vật có hoa trong họ Ráy (Araceae). Loài này được (Lodd.) Engl. miêu tả khoa học đầu tiên năm 1905.

## Hình ảnh

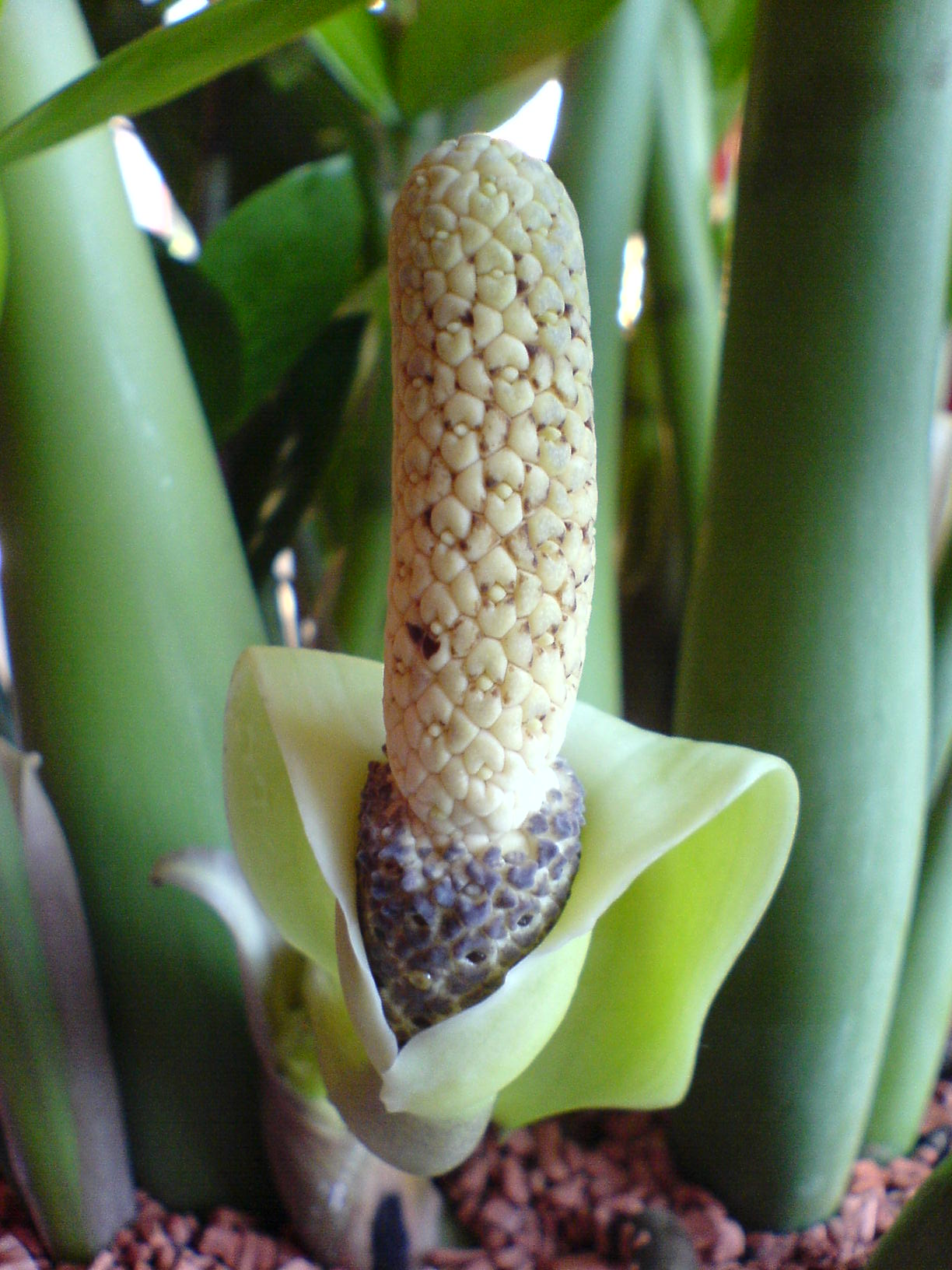
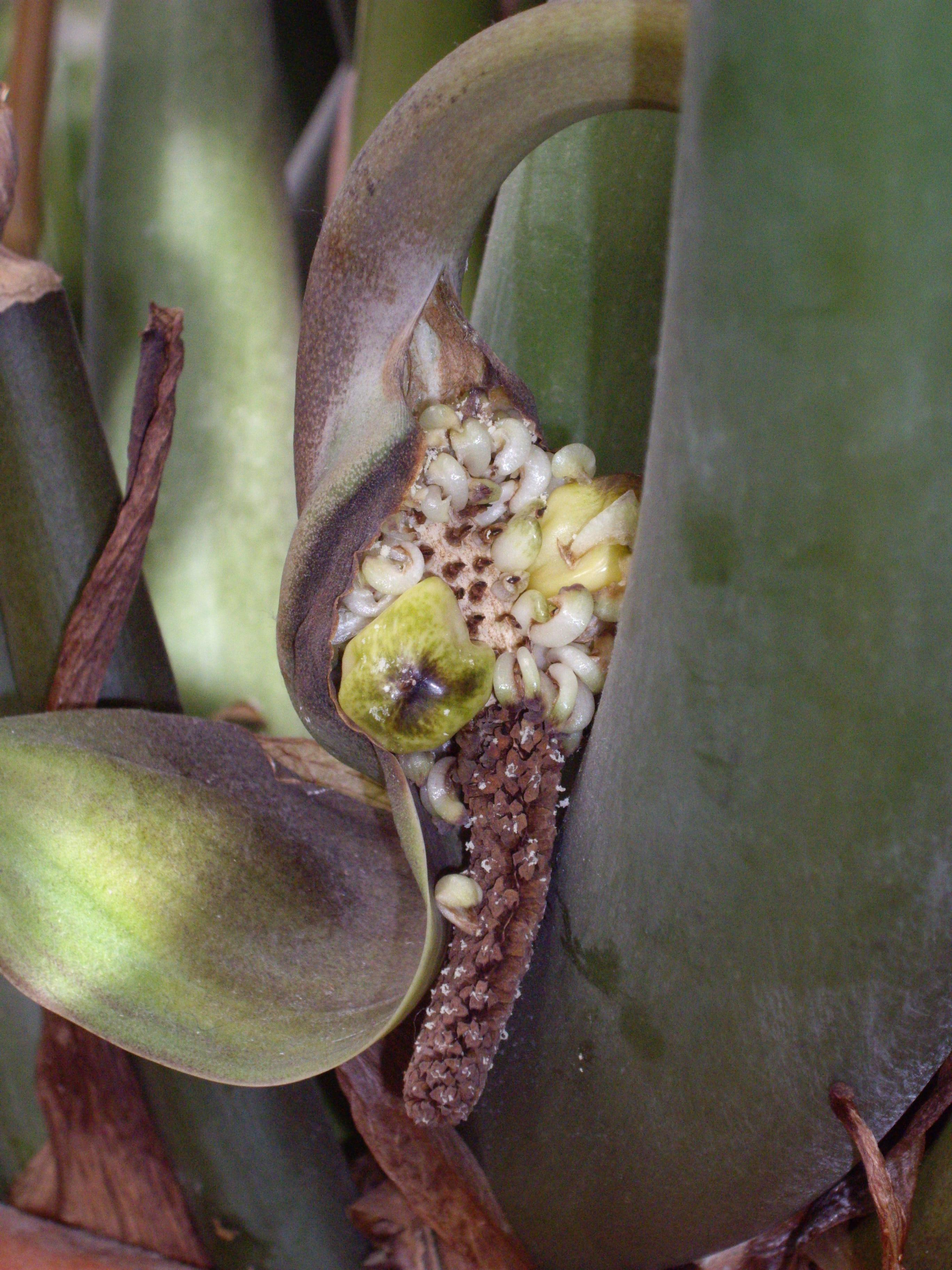
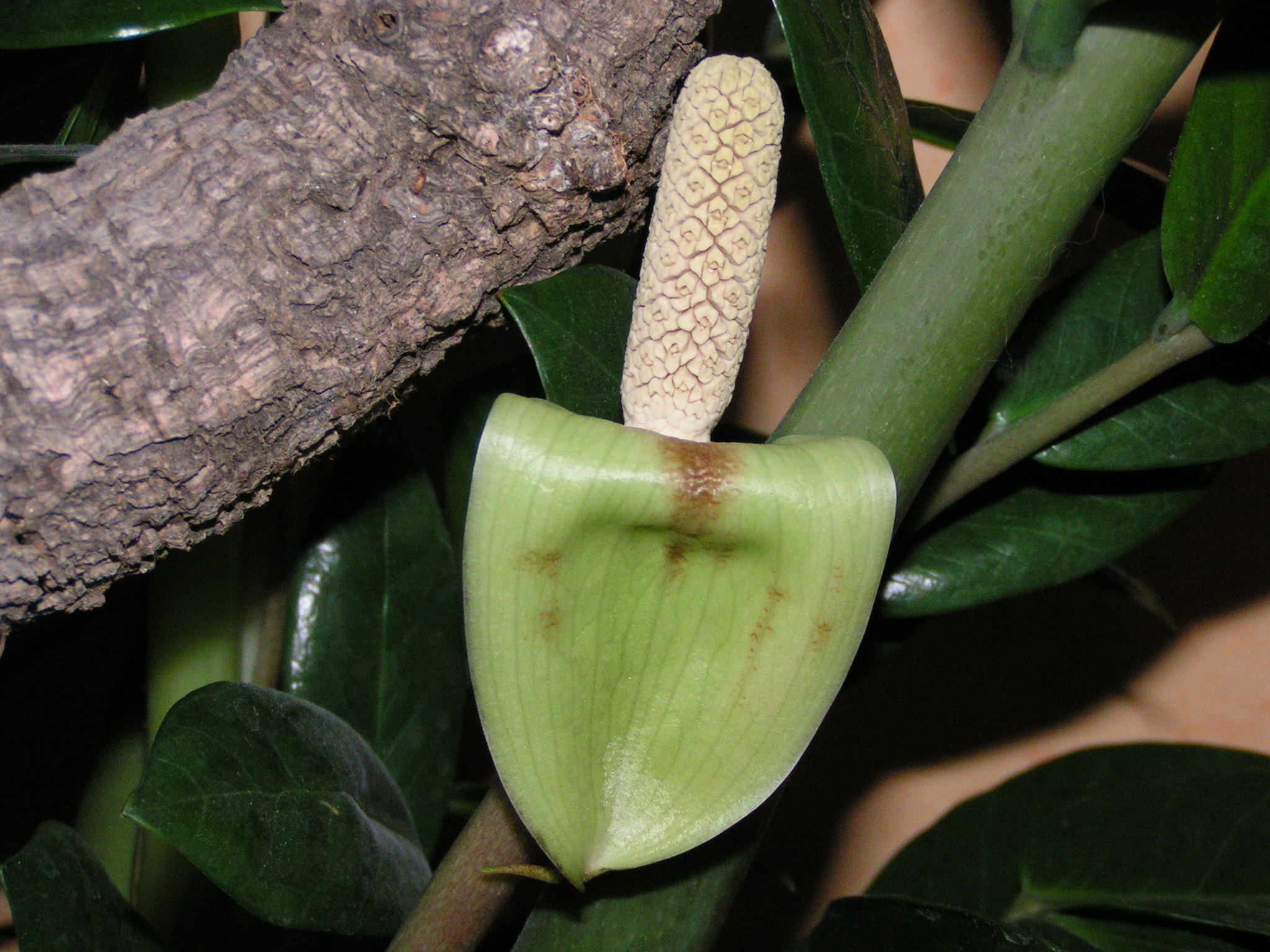
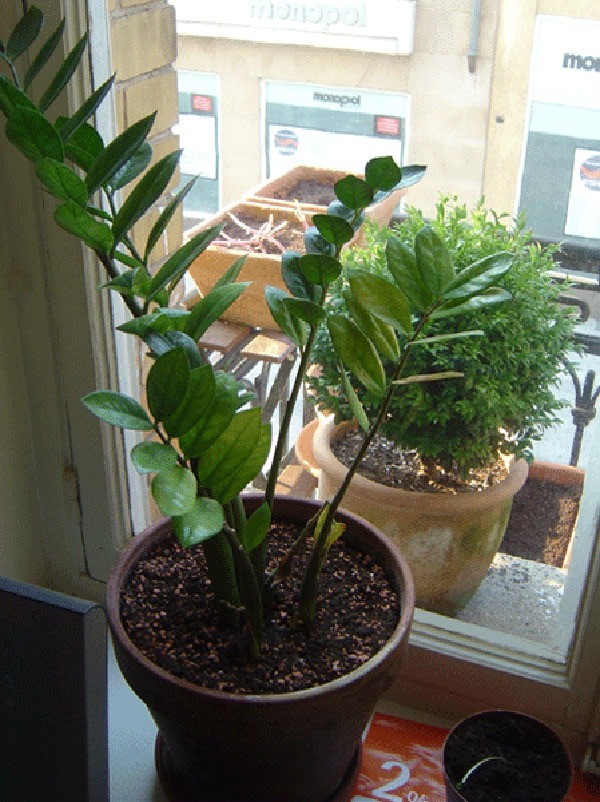

## Cây nội thất
Cây Kim Tiền là một loài cây dễ trồng trong nhà, có bụi lá xanh mướt, phát triển tốt nơi ánh sáng thấp, không cần tưới nước thường xuyên và có biệt tài thanh lọc không khí, loại bỏ khói bụi, khí độc. Nghiên cứu của các chuyên gia thực vật, môi trường học ở ĐH Copenhagen năm 2014 chỉ ra, Z. zamiifolia có thể loại bỏ 0,01 mol/m2 các hợp chất hữu cơ dễ bay hơi như benzene, toluene, ethylbenzene và xylen mỗi ngày. Trong môi trường sống tự nhiên chúng quen với mùa khô dài và do đó chỉ cần tưới nước vừa phải. Z. zamiifolia chứa một lượng nước cao bất thường - 91% ở lá và 95% tại cuống lá nên chúng có thể hoàn toàn không cần được tưới nước trong 4 tháng.
Tuy nhiên, trong cuống và lá của cây kim tiền có chứa nhiều tinh thể calci oxalat. Chất này có thể gây kích thích các phần da nhạy cảm, niêm mạc môi, lưỡi, màng nhầy trong họng hoặc kết mạc mắt khi ta ăn nhầm hoặc chạm phải phải dịch do cây tiết ra rồi bôi lên mắt. Một thí nghiệm độc tính của cây Z. zamiifolia được tiến hành vào năm 2015 bởi các nhà khoa học thuộc ĐH Bergen (Na Uy). Theo đó, các chuyên gia thử nghiệm chất chiết suất từ Z. zamiifolia trên tôm với liều lượng 1 mg/ml cho thấy, chúng bị chết. Các chuyên gia cho rằng, loài cây này là mối nguy hiểm tiềm tàng với gia đình có trẻ nhỏ.